# 廖元豪
廖元豪（1968年3月2日—），中華民國反歧視法學者、政治評論員，國立政治大學法律學系副教授，馬英九文教基金會現任董事、創會董事、二十一世紀基金會公創中心顧問，曾任國立政治大學法學院公法中心主任、公共電視獨立董事、總統府人權保障諮詢委員、行政院公投審議會委員、行政院經建會亞太營服中心副研究員、台北市政府人權保障諮詢委員、《月旦法學雜誌》副總編輯、台北市中小學輔導與管教學生督導委員、移民/移住人權修法聯盟顧問、泰勞抗暴法律後援會召集人、野百合學運聲援人士。
廖元豪長年撰文批評民進黨限制言論自由，諸如2019年認為「武統」言論「礙著誰了」、同年認為民進黨立法院團提出的「臺灣地區與大陸地區人民關係條例」的修正草案，禁止臺灣人為中共作政治宣傳的如同威權政府、2020年認為中選會應容忍被批評為「忠犬會」、2022年批評數位中介法「讓人看了毛骨悚然」等，認為即使是「武統」台灣的言論也應該受到保護。
2023年，廖元豪隨馬英九訪問中國大陸後，回台於個人社交媒體發表「對著公安的警車『反攻大陸』，拍照後才發現裡面有人」。圖文遭中國大陸的網友批評，廖元豪刪文並道歉，表示會「深切反省」。

## 經歷
- 1990年參與聲援野百合學運與反軍人干政大遊行，並上臺發表演說。
- 2003年自美國獲得博士學位，正式踏入學術界。
- 2006年獲選中央通訊社「台灣十大潛力人物」。
- 2007年7月15日，擔任第三社會黨「公民推薦人」之一。
- 2009年7月30日，擔任行政院公民投票審議委員會委員。
- 2017年3月24日，於憲法法庭之言詞辯論，針對民法同性性傾向兩人間結合關係之違憲爭議，擔任聲請方台北市政府訴訟代理人。
- 2018年7月27日，擔任馬英九文教基金會董事，公共影響力跨足政治圈。

## 著作
- 《競選經費管制策略之研究：自願公費選舉制度之提出》：東吳大學法律學研究所碩士論文，1995年
- 《傳播法規》：元照出版公司，2003年
- 《「海納百川」或「非我族類」的國家圖像？—檢討民國九十二年的「次等國民」憲法實務》：元照出版公司，2004年
- 《「我們的」法律，「她們的」命運—台灣法律如何歧視外籍與大陸配偶？》：左岸文化公司，2005年
- 《災害救助與現代型損失補償—憲法與政策層次之檢討》：元照出版公司，2005年
- 《美國法學院的1001天：廖元豪的留美札記》：五南圖書出版公司，2007年3月1版1刷，ISBN 978-957-11-4621-8
- 《既無效率，又不學術，更不辦教育——新自由主義下一無是處的大學》：台灣社會研究雜誌社，2007年
- 《儀式性質的聽證權－－從正當程序觀點檢討「陳述意見」與「聽證」之制度及實踐》：元照出版公司，2009年
- 《全球化趨勢中婚姻移民之人權保障：全球化、台灣新國族主義、人權論述的關係》：台社出版公司，2009年
- 《法與政治》：元照出版公司，2010年
- 《從全球化觀點省思平等權之意義與適用》：元照出版公司，2010年
- 《從全球化觀點重省憲法平等權》：永然文化，2011年
- 《政府業務外包後的公共責任問題研究－－美國與我國的個案研究》：元照出版公司，2011年
- 《禁止事業第二春？────公校退休教師轉任私校被停領月退之合憲性研究》：元照出版公司，2019年
- 《政府可以違約嗎？────美國有關削減退休給付憲法爭議之判決分析》：元照出版公司，2019年

## 外部連結
- 太陽花2週年教授批「此風不可長」 魏揚暴怒逐條打臉 （页面存档备份，存于）
- 元豪的憲法夢想論壇：法律是顛覆的基地 （页面存档备份，存于）
- 東吳大學法律學系廖元豪簡介 （页面存档备份，存于）
- 《大眾時代》廖元豪文集 （页面存档备份，存于）
- 「全民炸春捲」Facebook專頁